# شهاب الدين مرجاني
شهاب‌الدين مرجاني (بلغة تترية: Шиһабетдин Мәрҗани) كاتب وعالم دين. ولد مرجاني في قرية يابانجي بالقرب من مدينة قازان في 16 يناير 1818 وتوفي في 18 أبريل 1889 في مدينة قازان.
درس في المدارس الدينية في تاشكبتشو (محافظة قازان، الإمبراطورية الروسية)، وبخارى وسمرقند. ابتداء من عام 1850، شغل منصب إمام مسجد الكاتدرائية الأولى. في وقت لاحق، في عام 1867، أصبح محتسبًا لقازان. في 1876-1884 حاضر عن الدين في مدرسة المعلمين التتارية. أصبح مرجاني أول عضو مسلم في جمعية الآثار والتاريخ والإثنوغرافيا في جامعة قازان. في أوراقه أوضح أفكاره حول تجديد وكمال النظام التعليمي التتاري. بصفته مؤرخًا، كان أول عالم تتاري يستخدم توليفة من المنهجية الأوروبية مع تقاليد العلماء الشرقيين. وقد ألف أكثر من 30 مجلدًا عن تاريخ التتار.

## مؤلفاته
- مستفاد الاخبار في احوال قزان وبلغار
- رحلة المرجاني
- ترجمة نوادر القليوبي
- وفية الأسلاف وتحية الأخلاف

## ترجمة جيدة له
شهاب الدين المرجاني – Болгарская исламская академия https://share.google/PdlVhOZhhKbbbIWcV